# Carl Emil Gustafsson
Carl Emil Gustafsson, född 13 juli 1868 i Länna socken, Södermanlands län, död 27 juli 1939 i Trelleborg, var en svensk botaniker. Han var far till Åke Gustafsson.
Carl Emil Gustafsson blev telegrafkommissarie i Västervik 1906 och i Trelleborg 1921. Han behandlade släktet Rubus i Carl Lindmans Svensk fanerogamflora (2:a upplagan 1926) och i flera Botaniska notiser. Gustafssons Rubi africani (i Arkiv för botanik, 26 a, nr 7, 1934) var en monografi över rubussläktets syd- och centralafrikanska arter.